# Ма Хуалун
Ма Хуалун (马化龙; умер 2 марта 1871) — пятый лидер (教主, цзяочжу) суфийского ордена Джахрия на северо-западе Китая. С начала мусульманского Дунганского восстания против империи Цин в 1862 году и до своей капитуляции и смерти в 1871 году он был одним из главных лидеров восстания.

## Биография
Ма Хуалун стал лидером Джахрии около 1849 года, когда сменил на этом посту четвёртого шейха менхуаня Ма Иде (конец 1770-х — 1849). Хотя первоначально Джахрия была создана Ма Минсинем в центральной части Ганьсу, к моменту преемственности Ма Хуалуна на руководящую должность орден был сосредоточен в северной Нинся (которая в XIX веке также входила в состав провинции Ганьсу), его штаб-квартира расположенный в Цзиньцзипу (金积堡), в нескольких километрах к югу от сегодняшнего города Учжун
. Город Цзиньцзипу стал важным религиозным и торговым центром, а лидеры мэнхуаней разбогатели благодаря выгодному участию ордена в караванной торговле по Внутренней Монголии, между Баотоу, Хух-Хото и Пекином.
С началом мусульманского восстания в 1862 году Ма Хуалун базировался в штаб-квартире Джахрии в Джинджипу. Область его прямого влияния включала восточные части провинции Ганьсу, существовавшие в XIX веке, то есть сегодняшнюю Нинся и самые восточные части сегодняшней Ганьсу. В то время как повстанцы в других местах в границах Ганьсу 19-го века имели своих собственных лидеров, в частности, Ма Чжаньао в Хэчжоу (ныне Линься), Ма Гуйюань в Синине и Ма Вэньлу в Сучжоу (Цзюцюань), — которые, по мнению современных историков, действовали по существу независимо друг от друга, в восстании по всему региону участвовали члены Джахрии (все были преданы Ма Хуалону).
В некоторые моменты восстания Ма Хуалун вел переговоры с властями и, по крайней мере, однажды даже сдался, взяв новое имя «Ма Чаоцин» («тот, кто прислуживает Цин»). Однако вместо того, чтобы распустить свои ополчения, он продолжал укреплять Цзиньджипу и сотрудничать с повстанцами, отступившими в Ганьсу из Шэньси.
Ма был осажден в Цзиньцзипу в июле 1869 года войсками Цин во главе с генералом Цзо Цзунтаном . После того, как укрепления за пределами самого города были захвачены правительственными войсками, а внутри стен начался голод, Ма Хуалун сдался в январе 1871 года, надеясь сохранить жизни своего народа. Однако, как только войска Цзо вошли в Цзиньцзипу, последовала резня, в результате которой погибло более тысячи человек, а город был разрушен.
Существующие версии смерти Ма Хуалуна расходятся. Вполне вероятно, что он был казнен по приказу Цзо Цзунтана 2 марта 1871 года вместе со своим сыном Ма Яобаном и более чем восемьюдесятью чиновниками повстанцев (предположительно, Цзо приговорил их к смерти через линчи), хотя некоторые утверждают, что он был убит предателем из своих собственных рядов.

## Семья и преемственность
Лишь немногие из семьи Ма Хуалуна пережили резню в Цзиньджипу. Двое его внуков, Ма Цзиньчэн и Ма Цзиньси, были приговорены к кастрации по достижении 12-летнего возраста. Ма Цзиньчэн закончил свои дни рабом-евнухом в Кайфыне в 1890 году, хотя новый лидер Джахрия Ма Юаньчжан (1850—1920) сумел тайно оказать ему некоторую поддержку до самой смерти. Младший внук, Ма Цзиньси, был увезен нетронутым из своего заточения в Сиане Ма Юаньчжаном и спрятан в доме Хуэй в Хэнчжоу.
Цзо казнил многих родственников Ма, кроме его дочери и внука, которых отправили в Юньнань. Внука звали Ма Цэнь-у.
Много лет спустя Ма Юаньчжану удалось добиться помилования Ма Цзиньси, и внук Ма Хуалуна вернулся в Нинся. Последовал раскол внутри Джахрии: некоторые члены стали последователями Ма Цзиньси, а другие придерживались Ма Юаньчжана (который утверждал, что произошел от основателя ордена Ма Минсиня, а также был связан с семьей Ма Хуалуна через его брак).

## Наследие

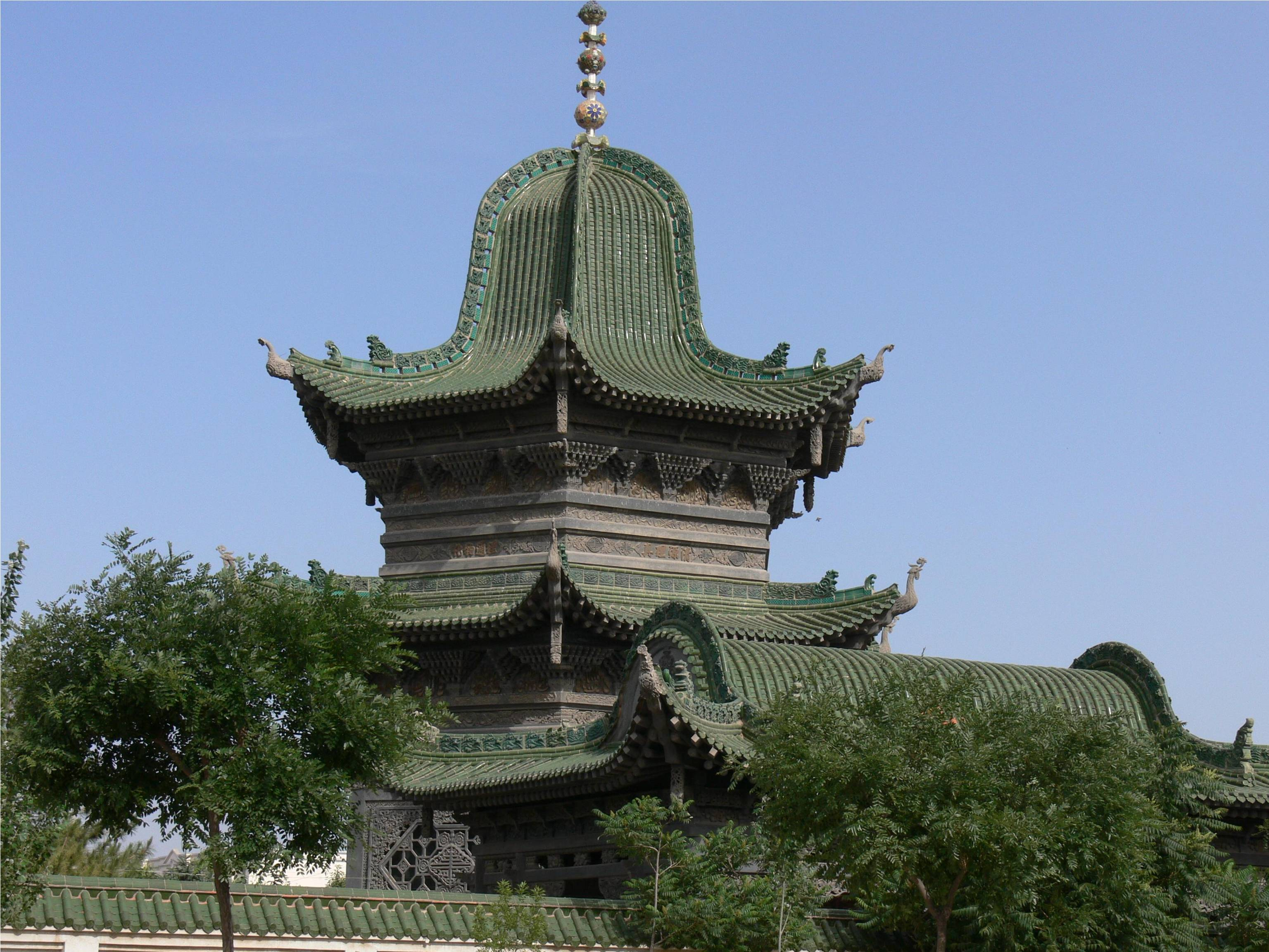
Сицилиангзи Гунбэй

По словам приверженцев Джахрия в Нинся, могила Ма Хуалуна находится в городе Донгта, который сейчас является пригородом города Учжун. Соответственно, там была построена гробница под названием Сыцилянцзы гунбэй (四旗梁子拱北). В 1985 году более 10 000 человек со всего Китая посетили поминальную церемонию (эрмаили) на этом месте.
Сторонники конкурирующей традиции внутри Джахрии, однако, полагают, что настоящая могила Ма Хуалуна находится в Сюаньхуагане, в уезде Чжанцзячуань провинции Ганьсу, который, по совпадению, был базой преемника Ма Хуалуна, Ма Юаньчжана.
Некоторые авторы пытаются примирить две традиции, говоря, что тело Ма Хуалуна находится в Дунта, а голова — в Чжанцзячуань.